# Friedrich Carl Ludwig Koch
Friedrich Carl Ludwig Koch (* 15. Februar 1799 in Rothehütte am Harz; † 12. März 1852 in Grünenplan) war ein deutscher Unternehmer.

## Leben
Nach einer Tätigkeit auf der Eisenhütte in Gittelde schloss er ein Studium an der Bergakademie Clausthal ab. Er war dann als Gehilfe auf der Königshütte bei Lauterberg im Harz tätig und machte sich zugleich einen Namen auf dem Gebiet der Mineralogie mit mehreren Veröffentlichungen. Auch lehrte er ein Jahr Mathematik am Lyceum zu Hannover. 1824 nahm er das Angebot des Verwalters der Spiegelglashütte Amelith Johannes Bippart zur Leitung der Spiegelglashütte auf dem Grünen Plan in Grünenplan an.
1830 wurde er gemeinsam mit Ferdinand Bippart, Sohn des Johannes Bippart, Eigentümer der Glashütte in Grünenplan. Seine Ehefrau wurde Auguste Bippart, Tochter des Johannes Bippart.
Als der Pauperismus seinen Arbeitern zusetzte, förderte er den Anbau von Kartoffeln. Dafür wurde er 1834 von der Regierung des Herzogtums Braunschweig zum Bergrat ernannt. 1830 wurde er Besitzer der herzoglichen Friedrich-Carls-Hütte in Delligsen.
Für die Glashütte in Grünenplan baute er Absatzmöglichkeiten in die USA auf, wohin er auch reiste. Nach der Hungersnot von 1846/47 unterstützte er Menschen aus dem Herzogtum Braunschweig und dem Königreich Hannover bei der Auswanderung dorthin, indem er dort Grundstücke kaufte und sie mit ihnen zur Siedlungskolonie ausbaute. Den Kauf wickelte Kochs früherer Hauslehrer Pastor Ferdinand Sievers ab auf dem Gebiet der heutigen Frankenlust Township. In den USA heiratete Kochs älteste Tochter Caroline (1829–1904) den Pastor Sievers. Die Siedlungskolonie wurde Amelith benannt; der Ort wurde 2014 mit einer Gedenktafel markiert.
1851 warnte er in einer Schrift vor einer Abwerbung von Bergleuten durch Unternehmen in den USA. Dafür wurde er mit dem Guelphen-Orden 4. Klasse ausgezeichnet.

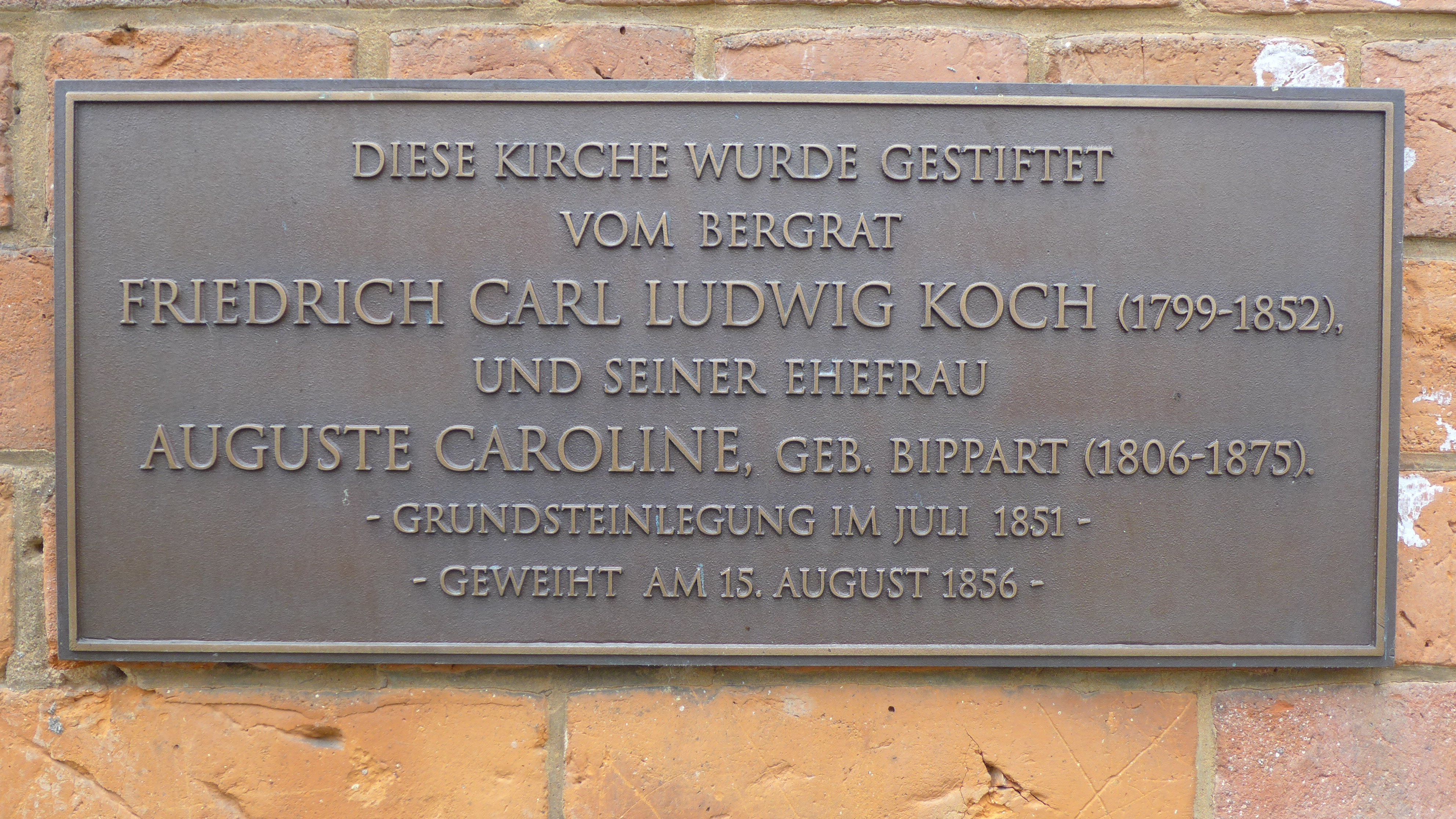
Gedenktafel an der Kirche in Grünenplan

Außerdem besaß er große Ländereien im Landkreis Holzminden und veranlasste den Bau der Kirche in Grünenplan, den nach seinem frühen Tod die Witwe mit 6 Kindern zu Ende führte – dank der Beratung durch gute Freunde.
Sein erster Sohn Bernhard (1827–1908) emigrierte gemeinsam mit der Tochter Caroline 1850 in die USA. Sein dritter Sohn Friedrich Koch (1836–1891) schuf 1871 aus der Glashütte Grünenplan mit der Deutschen Spiegelglas AG die fünfte Aktiengesellschaft Deutschlands, heute Schott AG. Sein zweiter Sohn war Ferdinand Koch.
Auf der Reise von 1850 in die USA erkrankte er an Gelbfieber. Er starb im Jahre 1852 – geschwächt von den Gelbfieberattacken, an denen er in Nordamerika gelitten hatte – an den Folgen eines Sturzes in der Glashütte.

## Werke
Als Autor veröffentlichte er u. a. Folgendes:
- 1822: Beiträge zur Kenntniß krystallinischer Hüttenprodukte
- 1851: Die Mineral-Gegenden der Vereinigten Staaten Nord Amerika's am Lake Superior
- 1851: Die deutschen Colonien in der Nähe des Saginaw-Flusses